# 대한민국 전몰군경유족회
대한민국전몰군경유족회(大韓民國戰歿軍警遺族會)는 상부상조하여 자활능력을 배양하기 위해 설립된 대한민국 국가보훈부 소관 사단법인이다. 서울특별시 영등포구 국회대로76길 33 중앙보훈회관 3층에 위치하고 있다.

## 설립 근거
- 국가유공자 등 단체 설립에 관한 법률 제1조[1]

## 연혁
- 1963년 8월 12일: 대한전몰군경유족회 설립 승인
- 1988년 12월 31일: 대한민국전몰군경유족회로 명칭 변경

## 조직

### 대한민국전몰군경유족회장
- 감사
- 대의원
- 이사

#### 부회장

##### 이사(사무총장)
- 서무부
- 관리부
- 회원부